# Бахтины
Бахтины́ — старинный русский дворянский род.

## Происхождение и история рода
Происходит от Воина Ивановича Бахтина, жалованного в 1613 году поместьями за «многие службы в лихолетье». Внук его, Фёдор Анисимович, был жалован за участие в войне с ханом крымским и «салтаном турским» поместьями в Московском уезде в 1674 году. Этот род записан в VI часть дворянской родословной книги Орловской губернии.
Есть ещё старый дворянский род Бахтиных, из которого происходят Николай и Иван Ивановичи Бахтины и сенатор Иван Иванович, умерший в 1867 году, и родоначальником которого был Афанасий Бахтин (конец XVII века), но он не утверждён герольдией в древнем дворянстве и записан во вторую часть родословных книг Орловской и Калужской губерний.

## Описание герба
В щите, имеющем красное поле, изображена серебряная подкова, обращённая шипами вниз, и в середине оной находится золотой крест.
Щит увенчан обыкновенным дворянским шлемом с дворянскою на нём короною, на поверхности которой видно чёрное орлиное крыло. Намёт на щите красный, подложенный серебром. Герб рода Бахтиных внесён в Часть 2 Общего гербовника дворянских родов Всероссийской империи, стр. 95.